# Широкий Брієг (громада)
Широкий Брієг (хорв. і босн. Opština Široki Brijeg, серб. Општина Широки Бријег) — боснійська громада, розташована в Західногерцеговинському кантоні Федерації Боснії і Герцеговини. Адміністративним центром є місто Широкий Брієг.
| Боснія і Герцеговина | Це незавершена стаття з географії Боснії і Герцеговини. Ви можете допомогти проєкту, виправивши або дописавши її. |